# Emberiza hortulana
El escribano hortelano (Emberiza hortulana) es una especie de ave paseriforme de la familia de los escribanos (Emberizidae), que se distribuye por buena parte de Europa, África y del oeste de Asia. Está amenazada en diez países europeos donde su población se estima entre 10.000.000 y 32.000.000 ejemplares. Es una especie monotípica, es decir sin subespecies descritas.

## Descripción

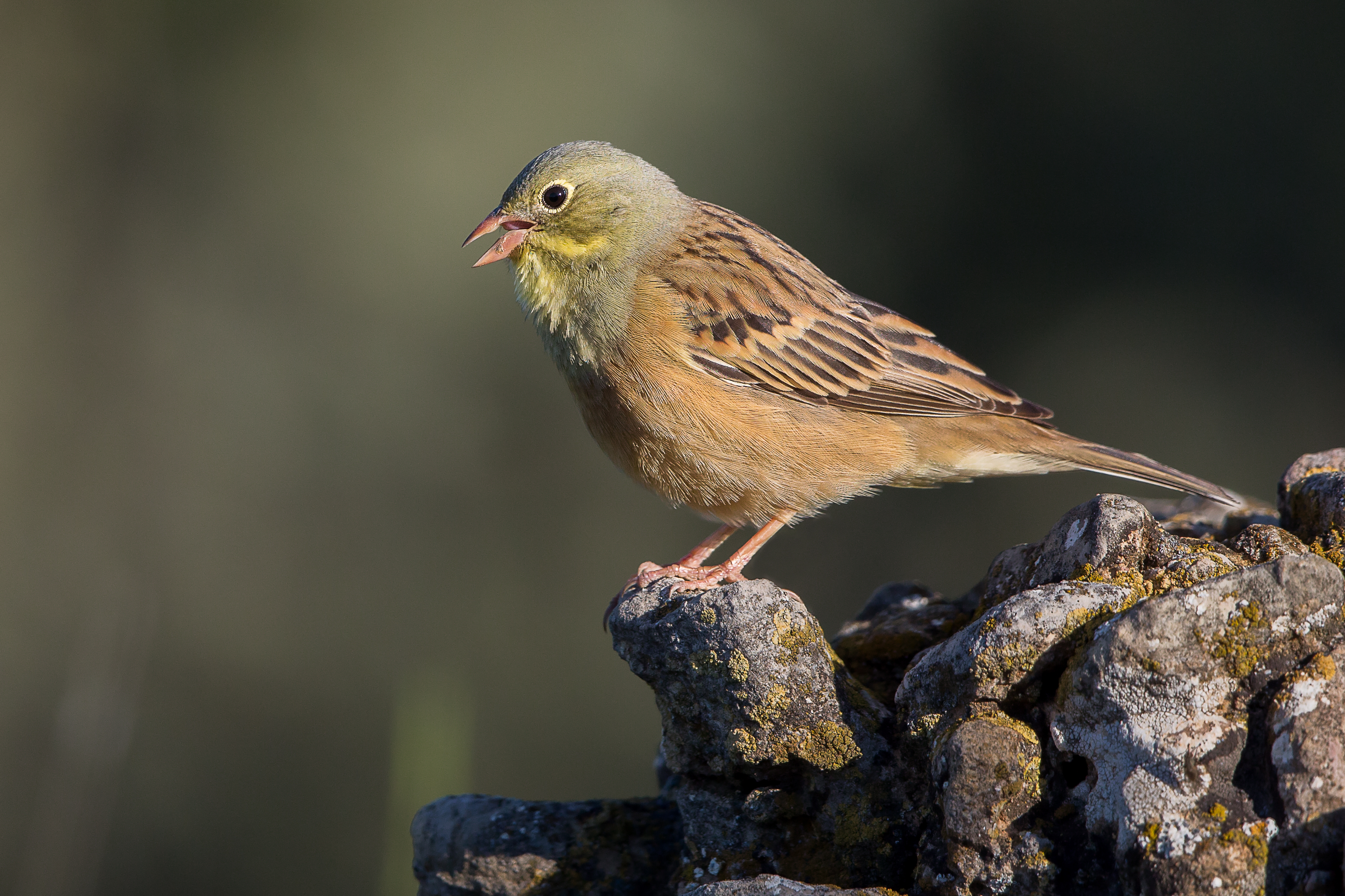
Emberiza hortulana España

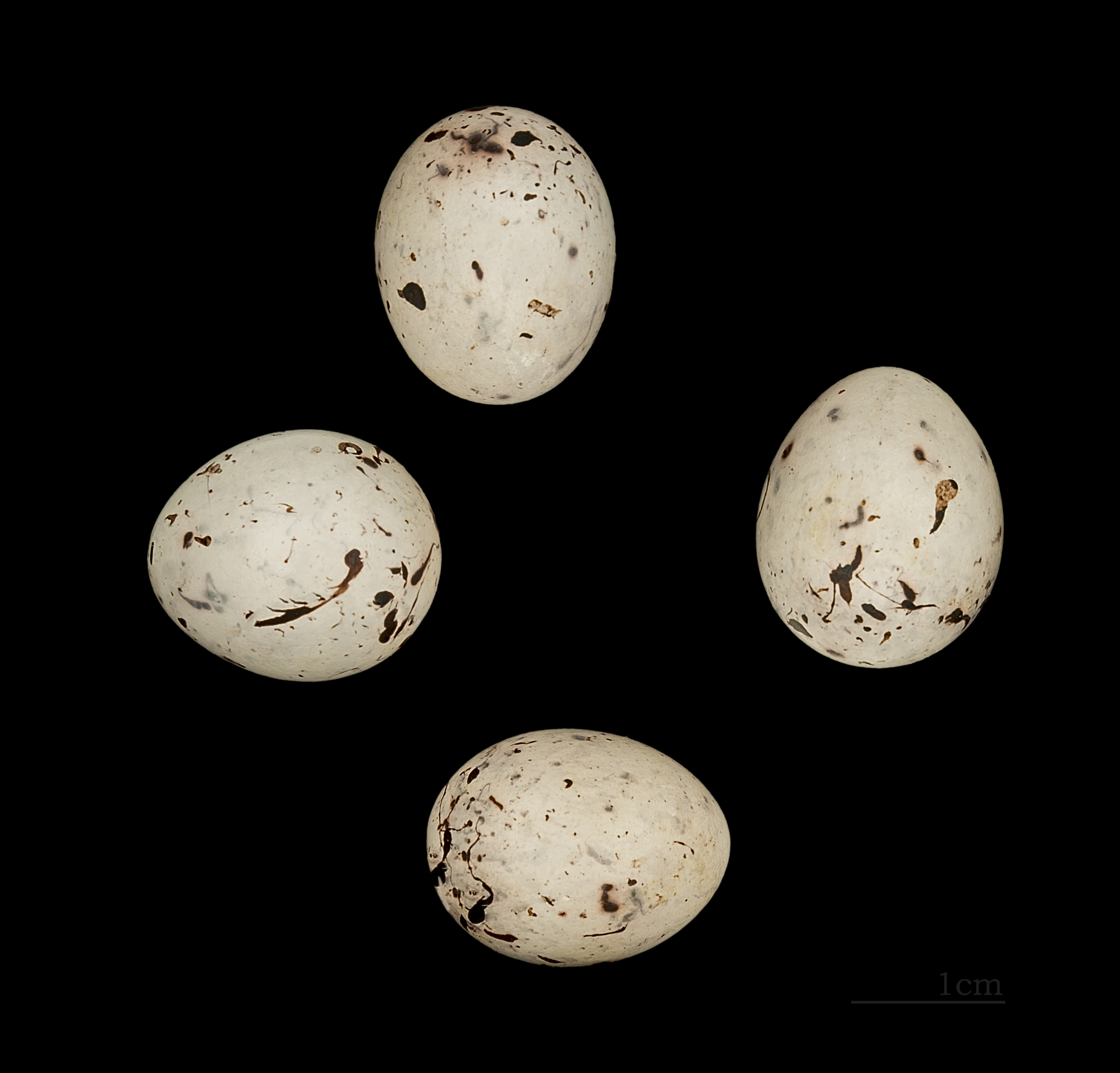
Huevos de Emberiza hortelano

Es un ave pequeña que mide entre 15 y 16,5 cm. Tiene un porte esbelto más que otros escribanos. Tiene un pico largo.
Su plumaje es pardo listado en manto, alas y cola. Su cabeza y garganta es de color azul grisáceo. El vientre hasta la cloaca es naranja.
El macho tiene colores más vivos que la hembra y los jóvenes. Además su vientre y cabeza son lisos, mientras que en hembra y jóvenes estas zonas están listadas.
Se diferencia bastante de otros escribanos, aunque el escribano ceniciento y el cabecigrís son bastante parecidos.
Su reclamo suele ser un "tsi"-"sli" metálico. Tiene varias estrofas normales más. Su canto varia entre las zonas, sobre todo entre el sur y el norte de Europa.

## Distribución y hábitat
Es una especie migradora, es estival en Europa y oeste de Asia e inverna en África tropical.
Habita en espacios abiertos con vegetación dispersa, y en zonas de cultivo.

## Usos gastronómicos
Los escribanos asados constituyen un plato casi legendario de la gastronomía francesa, muy apreciados por gourmets y aficionados tanto por su sabor como por el ritual que rodea a estas aves. Las aves eran capturadas con redes colocadas durante su vuelo migratorio otoñal hacia África. Luego de atraparlos, se mantenían en jaulas o cajas cubiertas. Las aves reaccionan a la oscuridad atiborrándose de granos, generalmente semillas de mijo, hasta que doblan su volumen. Luego, las aves se arrojan a un recipiente de armagnac, que ahoga y marina las aves.
El ave se asa durante ocho minutos y luego se despluma. 
El procedimiento para degustar el hortelano sigue un ritual muy preciso. El comensal ha de cubrir su cara con una servilleta grande de lino blanco, que le impide ver y ser visto mientras come el ave con sus manos. Cada ave se coge por su cabeza, y el comensal pone las patas del ave en su boca, y procede a comérselas. El hortelano se come entero, con y sin cabeza, y los huesos más grandes se escupen. Se debate el propósito de la servilleta. Algunos afirman que es para retener el máximo aroma con el sabor mientras consumen todo el ave a la vez. Otros sostienen que "la tradición dicta que es para proteger - de los ojos de Dios - la vergüenza de un acto tan decadente y vergonzoso", y otros han sugerido que la servilleta simplemente oculta a los consumidores escupiendo huesos. La leyenda afirma que el uso de la servilleta fue iniciado por un sacerdote, amigo de Jean Anthelme Brillat-Savarin.

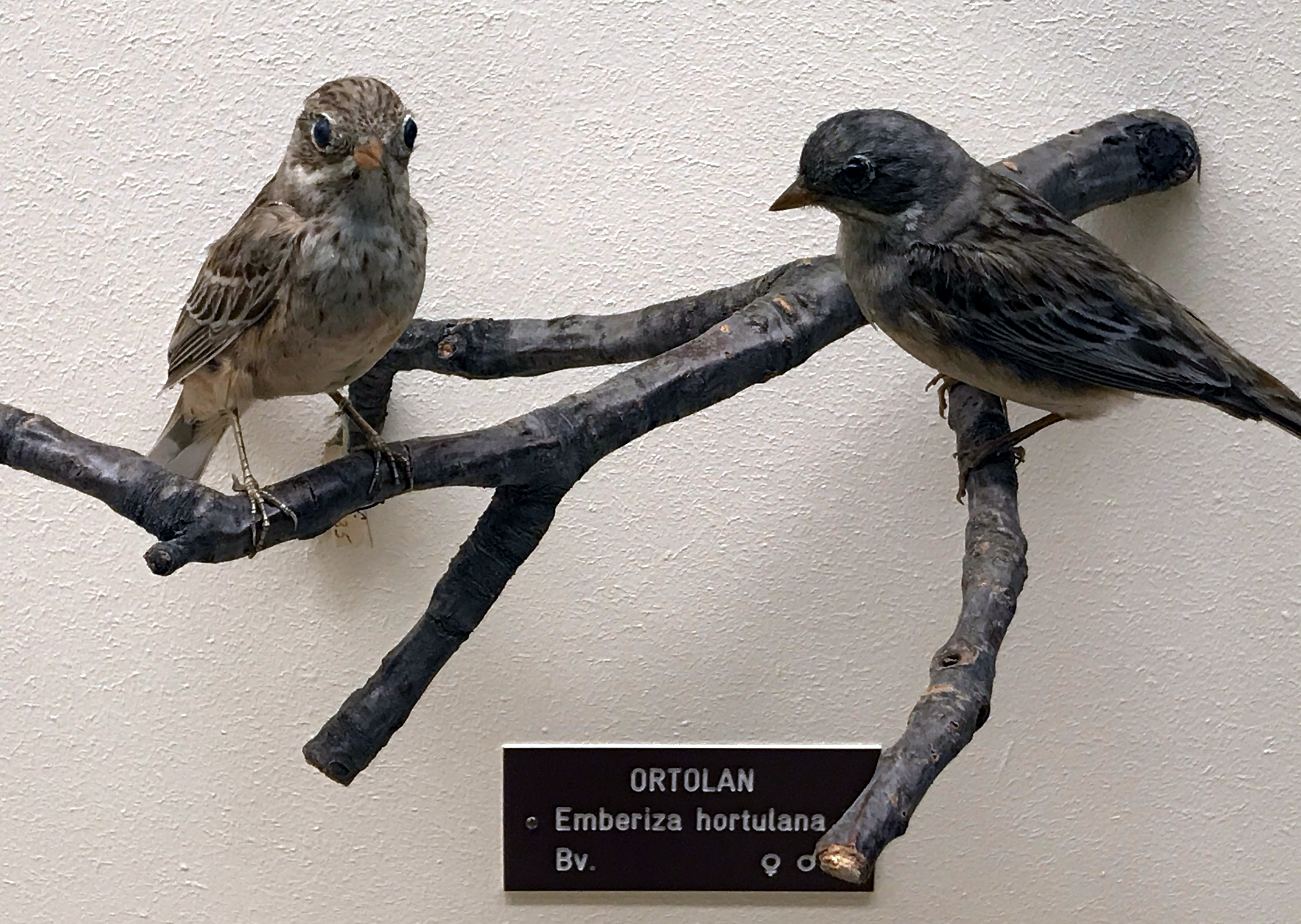
Preparación de la montura del pájaro del empavesado de Ortolan

La caza de hortelanos está actualmente prohibida en toda la Unión Europea ante el peligroso descenso de las poblaciones de hortelanos, y su consumo es, en principio, ilegal. En el pasado la isla de Chipre era el principal exportador de hortelanos, que se conservaban en vinagre y especias y se empaquetaban en toneles que contenían de 300 a 400 cada uno. A principios del siglo XX, se exportaban anualmente entre 400 y 500 toneles de Chipre. En la actualidad no se produce. Pese a todo, el consumo de hortelanos sigue rodeado de gran misticismo y secretismo. La Cena de los tres emperadores en 1867 incluyó hortelanos fritos sobre tostadas entre sus 16 platos. En 1995, la última comida de Nochevieja del expresidente francés François Mitterrand incluyó este ave, cuyo consumo era ya entonces ilegal.